# Wein und Brot (Silone)

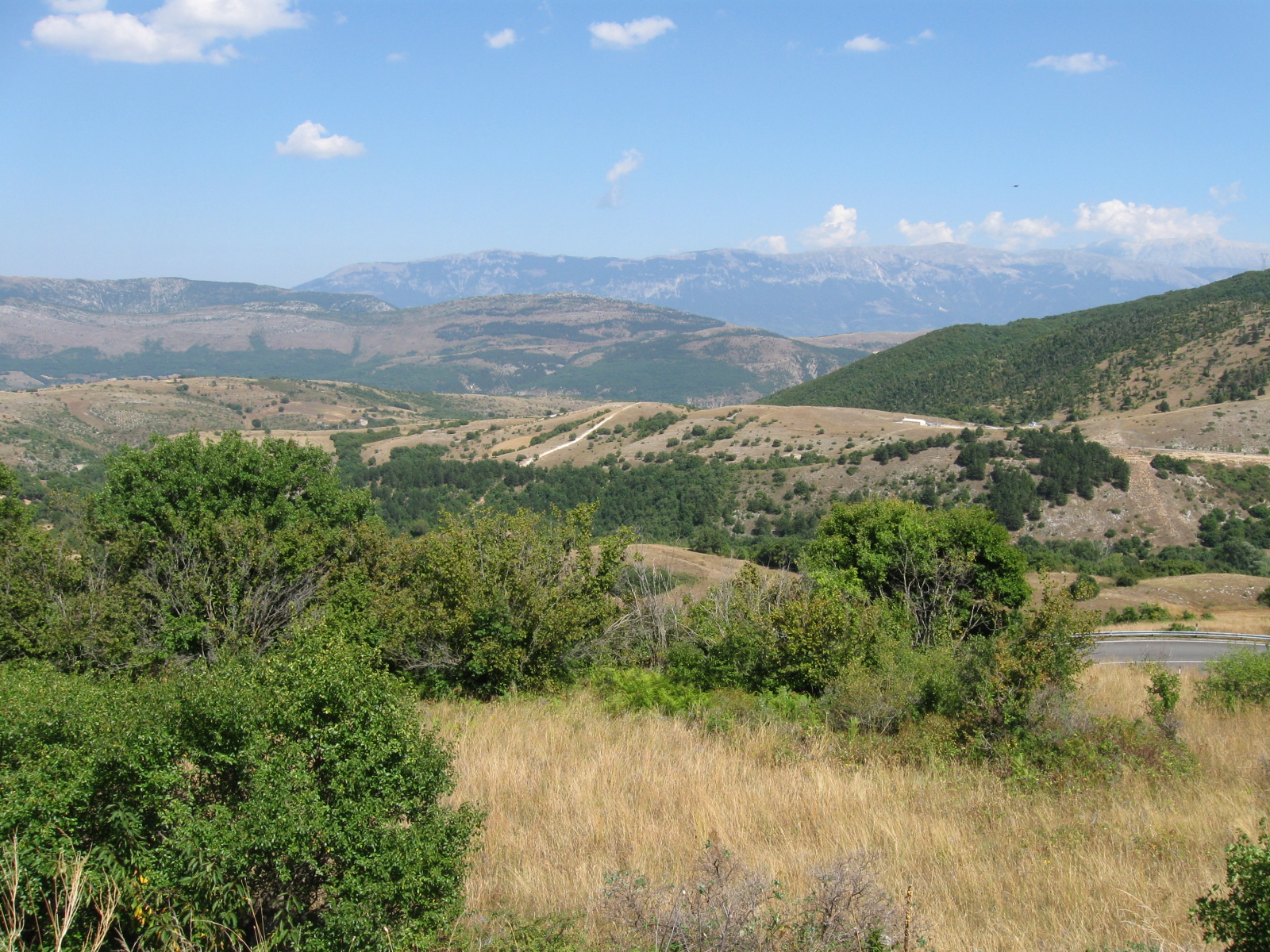
Abruzzen

Wein und Brot (OT: Vino e pane) ist der Titel eines 1955 publizierten Romans von Ignazio Silone. Die erste Fassung Pane e vino erschien 1936. Erzählt wird die Geschichte des Sozialisten Pietro Spina, der zur Zeit des Faschismus in Italien aus seinem Exil zurückkehrt und versucht, in seinem Heimatgebiet Marsica revolutionäre Zellen zu organisieren. Die deutsche Übersetzung der Neubearbeitung von Hanna Dehio wurde 1974 veröffentlicht.

## Überblick
Die Haupthandlung spielt zur Zeit des Faschismus und des Abessinienkriegs 1935. Der Sozialist Pietro Spina ist aus dem Exil nach Italien zurückgekehrt und wird von der Polizei verfolgt. Er flieht in sein Heimatgebiet, in die italienische Landschaft Marsica bei Avezzano. Freunde helfen ihm. Er wechselt die Identität und findet als Priester Pietro Spina einen Unterschlupf im Bergdorf Pietrasecca. Hier lernt er das harte Leben und die Sorgen der Menschen kennen und bemüht sich, eine revolutionäre Untergrundgruppe aufzubauen. Er gewinnt durch sein undogmatisches bescheidenes Auftreten das Vertrauen der Menschen, findet aber nur wenige gleichgesinnte junge Leute. Mit ihnen und den alten Freunden diskutiert er über die Gesellschaftsstruktur und die Haltung des Vatikans zur faschistischen Regierung. Unterstützung für seine Arbeit hofft er in Rom zu finden. Doch es kommt zum Streit mit dem kommunistischen Parteisekretär über seine Kritik am Kurs der Organisation. Ohne Ergebnis kehrt er in die Marsica zurück. Er wird enttarnt und flieht ins Gebirge.

## Inhalt

### Vorgeschichte
Pietro Spina wurde in Orta als Sohn wohlhabender Eltern, die Weinberge und eine Kiesgrube besaßen, geboren. Sein Vater Ignazio entstammte einer wohlhabenden Familie und studierte in Neapel, war Republikaner und später ein von den Freiheitsideen enttäuschter Bauer. Nachdem die Eltern bei einem Erdbeben ums Leben gekommen waren, wohnte Pietro bei der Großmutter Donna Maria Vincenza. Seine Biographie wird im 2. Kapitel von seinen ehemaligen Schulkameraden erzählt, die an einem Apriltag 1935 ihrem Philologielehrer, dem ehemaligen Priester Don Benedetto de Merulis, zum 75. Geburtstag gratulieren. Die drei Schüler, ein Priester, ein Polizist und der Arzt Nuncio Sacca, die mit Pietro 8 Jahre eine kirchliche Internatsschule besuchten, haben sich mehr oder weniger mit dem faschistischen Regime in Italien arrangiert, im Gegensatz zu ihrem Lehrer. Er ist bei seinem Bischof in Ungnade gefallen und entlassen worden. Seit 15 Jahren hat er sich zusammen mit seiner Schwester und Haushälterin Marta in das Gebirgsdorf Rocca zurückgezogen. Pietro war der Lieblingsschüler Don Benedettos, weil er alle Dinge kritisch hinterfragte und sich für ungerecht behandelte Kameraden einsetzte. Er las gerne Bücher über Heilige, hatte kein Interesse für materielle Dinge und wollte in seinem Leben für die Gerechtigkeit kämpfen. Ein Jahr später, 1921, löste er sich von der Kirche, „weil sie mit der kleinlichen, korrupten und grausamen bürgerlichen Gesellschaft gemeinsame Sache machte“, und schloss sich in Rom der sozialistischen Jugend an. Dadurch lernte er den Marxismus kennen und übernahm die Ideologie des Atheismus und Materialismus. 1927, zwei Jahre nach der Installation einer faschistischen Einparteiendiktatur, wurde er verhaftet und auf die Insel Lipari verbannt. Nach einem Jahr gelang ihm die Flucht nach Frankreich, ein Jahr später wurde er ausgewiesen und dieses Schicksal wiederholte sich mehrmals: Schweiz, Luxemburg. Belgien. In diesem Jahr ist der inzwischen 35-Jährige illegal nach Italien zurückgekehrt. Er hat sein Gesicht mit einer jodhaltigen Flüssigkeit behandelt und wirkt durch die Runzeln und Verfärbungen älter. Trotzdem wurde er in Rom erkannt und von der Polizei verfolgt. Dann floh er in seine Heimat, die Marsica, verlor seine Verbindungen zu seinen Parteifreunden und tauchte unter. Davon erzählt die Haupthandlung.

### Flucht in die Marsica

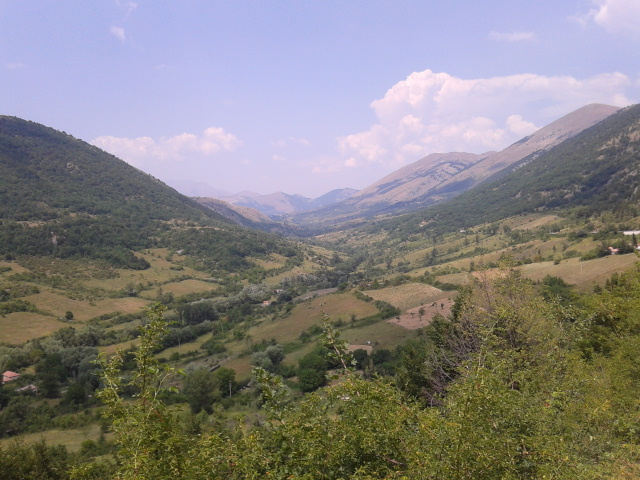
Marsica

Die Haupthandlung beginnt mit der Flucht Pietros vor den Carabinieri aus Rom in die Marsica. Er ist lungenkrank und hat einen Unterschlupf beim Bauer Cardile Mulazzi in Acquafredda gefunden, den er im Exil in Frankreich kennengelernt hat. Wegen seines schlechten Gesundheitszustands ruft Cardile den Arzt Nuncio Sacca, Pietros ehemaligen Schulkameraden. Sacca hat einerseits Sympathien für den alten Freund, andererseits fürchtet er die Folgen, wenn er einem von der faschistischen Regierung gesuchten Kommunisten hilft. Er gehört jetzt einer anderen Partei an, hat eine Familie mit zwei Kindern, leitet eine Klinik und hofft, Sanitätsrat zu werden. Sie diskutieren über ihre unterschiedlichen Lebenswege. Pietro erinnert den Arzt daran, dass sie bis zu ihrem 20. Lebensjahr dieselben Zukunftsträume hatten. Sacca hat sich damals für die Freiheit und die Verbindung von Kirche und Volk engagiert und öffentlich Reden gehalten. Nuncio wirft dem kommunistischen Aktivisten seinen Fanatismus vor und erzählt von seinem Leben: Auch er habe Hoffnungen, Enttäuschungen, Lügen und Intrigen erfahren: „Du bist nicht fähig zu begreifen, dass der Mensch im allgemeinen gar keine Wahl hat. Er findet Lebensbedingungen vor, denen er sich anpassen muss. Wenn die Verhältnisse ihm nicht zusagen, kann er nichts tun als abzuwarten, bis sie anders werden.“ Pietro erwidert darauf: „Und wenn sie nicht von selbst anders werden? Wer soll sie denn ändern? Ach, wie trostlos ist eine Intelligenz, die nur dazu dient, Argumente zu liefern, die das Gewissen beruhigen sollen. […] Als wir die Schule verließen […] sahen wir uns einer Gesellschaftsordnung gegenüber, auf die wir nicht vorbereitet waren, und wir mussten unsere Wahl treffen: Unterdrückung oder Widerstand.“ In der heutigen Situation gebe es keinen Mittelweg. Er habe sich für den Widerstand entschieden. Sacca untersucht den Kranken, versorgt ihn mit Medikamenten und organisiert für ihn ein sicheres Versteck, denn Spina will seine Verwandten und alten Freunde nicht gefährden. Während seiner Genesungszeit befreundet er sich mit Margherita, einer jungen Frau, deren Mann in einer Zuckerfabrik arbeitet und die im Haus ihrer Schwiegermutter in der Nähe seines Stalls wohnt. Sie erkennt ihn als den von der Polizei Gesuchten, auf dessen Gefangennahme eine Belohnung ausgesetzt ist, aber sie verrät ihn nicht und informiert ihn über die Nachforschungen, z. B. über Hausdurchsuchungen und Fahndungen.
Inzwischen hat sich der Arzt mit seinem alten Lehrer Don Benedetto in Rocca verständigt und der hat den am Ende eines Hochtals gelegenen Gebirgsort Pietrasecca als Erholungsort empfohlen. Beim letzten Besuch bespricht Sacca mit Pietro dessen Identitätswechsel und gibt ihm ein Traktat über das Verhalten eines Geistlichen außerhalb seiner Diözese zu lesen: Als Priester Don Paolo Spada aus der Diözese Frascati solle er für einige Zeit zur Wiederherstellung seiner Gesundheit im der Diözese Marsi angehörenden Pietrasecca wohnen.
Er reist sofort mit einer Kutsche in das Fucino-Becken, an seinem Heimatdorf vorbei nach Fossa dei Marsi, wo er in einem Gasthaus der Witwe Berenice Girasole übernachtet, und wird am nächsten Tag nach Pietrasecca zu seiner Unterkunft im Wirtshaus von Matalena Ricotta gebracht.

### Pietrasecca

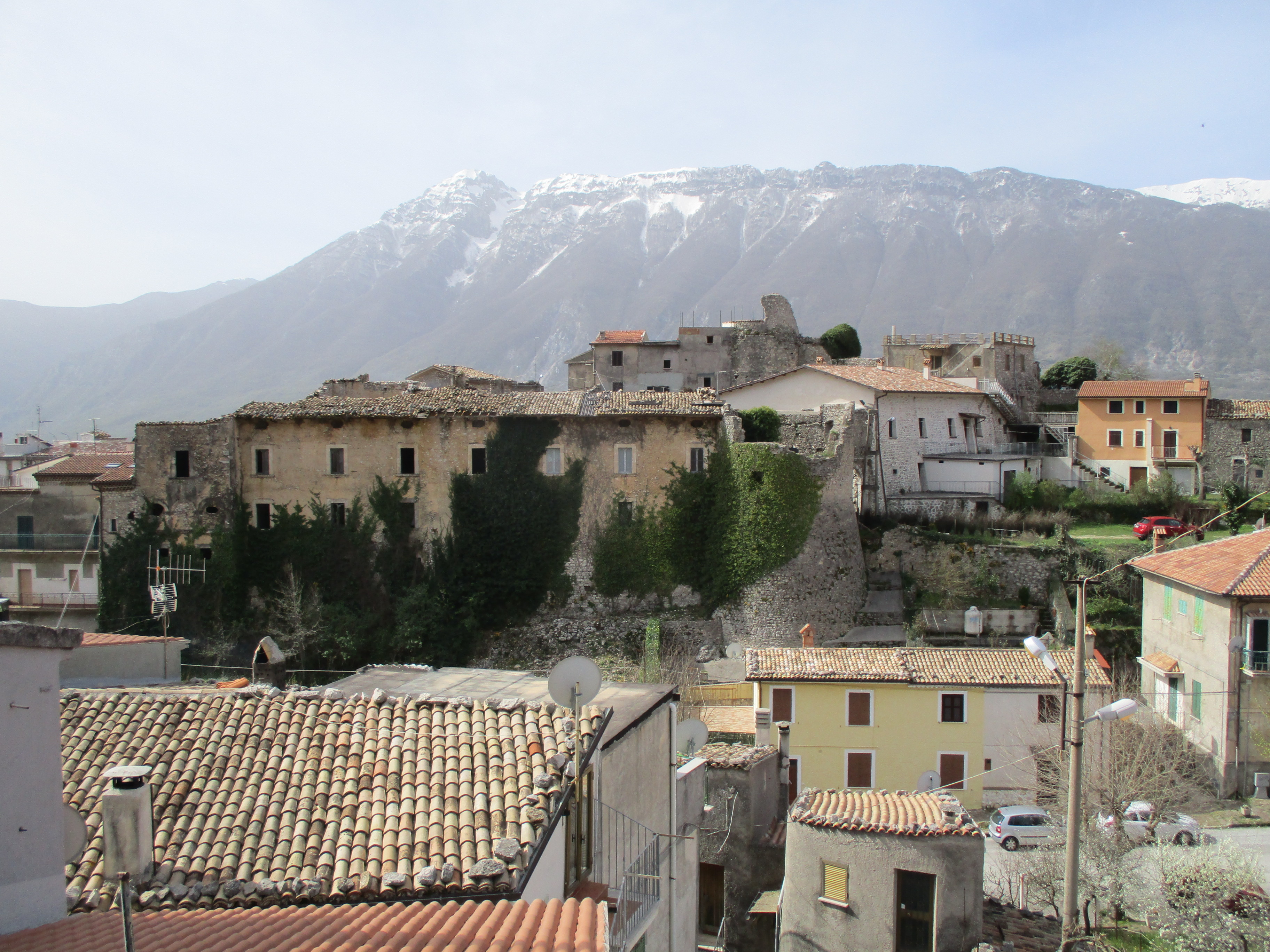
Marsica-Dorf

Nach anfänglicher vorsichtiger Zurückhaltung sucht Don Paolo zunehmend das Gespräch mit den Bewohnern und die Menschen erzählen ihm ihre Lebensgeschichten, ihre gescheiterten Auswanderungspläne und Krankheiten und klagen über die geringen Ernteerträge und die hohen Abgaben, so dass sie trotz harter Arbeit sich und ihre kinderreichen Familien kaum ernähren können. Er versucht sich zwar an die Anweisungen Saccas zu halten, aber er kommt dadurch in einen Rollenkonflikt: Obwohl er den Menschen erklärt, dass er nur zur Kur hier ist und in einer fremden Diözese keine Sakramente erteilen darf, bitten ihn die Bewohner um seinen Beistand und er kann sich dem nicht entziehen. Durch seine undogmatische Zuwendung gewinnt er schnell das Vertrauen der Menschen, v. a. der zwischen abergläubischen Beschwörungen und christlichen Ritualen schwankenden Frauen:
Bianchina, die Tochter der Wirtin Berenice Girasole in Fossa dei Marsi, ist nach einem misslungenen Schwangerschaftsabbruch todkrank und bittet ihn um die Absolution. Sie hatte eine Beziehung zu Alberto Colamartini, dessen Patrizier-Familie aus gesellschaftlichen Gründen eine Ehe ablehnte. Nachdem sie wieder gesund wird, hält sie Don Paolo für einen Heiligen, besucht ihn in seinem Zufluchtsort und möchte ihm als Dank einen Dienst erweisen. Er gibt ihr den Auftrag, seiner Untergrundorganisation in Rom eine geheime Nachricht zu überbringen (Kap. 8).
Paolos Wirtin Matalena Ricotta ist stolz darauf, einen Heiligen mit guter Ernährung gesund zu pflegen. Sie ist eifersüchtig auf seine Kontakte zu Cristina Colamartini und fürchtet, dass deren Vater Don Pasquale den Priester als Gast in sein Haus einlädt. Deshalb sucht sie nicht nur Hilfe bei der Madonna, sondern auch Rat bei der „Kräuterhexe Cassarola“, wie sie ihn durch Magie an sich binden kann. Trotz Don Paolos Anweisungen gelingt es ihr nicht immer, ihn vor den um Hilfe suchenden Dorfbewohnern abzuschirmen. So dringt eine schwangere Frau in sein Zimmer ein. Sie hat geträumt, sie würde ein blindes Kind bekommen, und droht ihm, sich aus dem Fenster zu stürzen, wenn er nicht mit Weihwasser zwei Kreuze auf ihren Bauch zeichne.
Don Paolo sucht nach anfänglicher Zurückhaltung und Vorsicht zunehmend den Kontakt mit den einfachen Bewohnern und die Menschen erzählen ihm ihre Lebensgeschichten, ihre gescheiterten Auswanderungspläne und Krankheiten und klagen über die geringen Ernteerträge und die hohen Abgaben, so dass sie trotz harter Arbeit sich und ihre kinderreichen Familien kaum ernähren können. Er erzählt ihnen von der Revolution der Bauern in Russland und von der Ablösung der monarchistischen Regierungen in anderen europäischen Ländern nach dem Weltkrieg und befragt sie darüber, ob sie und ihre Kinder sich nicht auch befreien und eigenes Land bebauen wollen. Doch die meisten halten diese Ideen nur für einen schönen Traum, den sie in ihrem irdischen Leben nicht realisieren können. Paolo sieht, dass die Männer und Frauen des Gebirgsdorfes nur mit ihrem Alltag beschäftigt sind und er ist über ihr Desinteresse an den politischen Veränderungen in Europa und ihre Resignation und Apathie, sich gegen die Verhältnisse aufzulehnen, enttäuscht. Ihr Verhalten erinnert ihn an die Überschrift eines Traktats: „Von der Unzugänglichkeit der Cafoni für politische Probleme“.

### Cristina
Während seines Aufenthalts entwickelt sich eine besondere Beziehung zwischen ihm und Cristina, der Tochter der verarmten Patrizierfamilie Colamartini. Sie besuchte mit Bianchina eine Klosterschule und hat ihr Musik-Studium in einem Nonnenkloster unterbrochen, um kranke Familienmitglieder zu pflegen. Sie fühlt sich berufen, nach ihrer Rückkehr ins Kloster Nonne zu werden. Diese Entscheidung verbindet sich mit ihrer persönlichen Situation, da sie ohne Mitgift keine gleichwertige Heirat eingehen will. Ihr Standesstolz zeigt sich auch in ihrer Ablehnung Bianchinas als Schwägerin. Don Paolo kritisiert diesen Standesdünkel, der im Gegensatz zu ihrem Glauben stehe, schlägt zur Lösung der sozialen Ungleichheit die Abschaffung des privaten Grundbesitzes vor und gibt sich fast als Sozialist zu erkennen. Auch versucht er, sie vom Plan, Nonne zu werden und ihr Christentum in der Abgeschiedenheit zu pflegen, abzubringen. Sie solle die christliche Lehre im Alltag praktizieren. Die Begegnung mit Cristina führt ihn zurück zu den Idealen seiner Jugendzeit und „zu [ihm] selbst, wie [er] vor 15 Jahren war“. In ihr erkennt er „wie in einem Spiegelbild [s]eine Gedanken und Gefühle von damals: den gleichen Glauben an das Absolute, die gleiche Ablehnung aller Kompromisse, die das tägliche Leben mit sich bringt, auch die gleiche Bereitschaft zum Opfer.“ Bei seiner Rückkehr in die Heimat, aus der er geflohen ist, hat er den Egoismus und die Heuchelei wiedergesehen. Er fühlt sich „wie ein Gestorbener, der die Stätte seines früheren Lebens wieder betritt“. Seine Diskussionen mit Cristina über die Nächstenliebe zu den Armen und die Reinheit des eigenen Lebens, seine Reflexionen über die Verstrickung der Idealisten in die ungerechten weltlichen Strukturen und über seine Erfahrungen mit dogmatischem Marxismus notiert er in seinem Tagebuch: „Das ist das traurige Schicksal aller Bewegungen, die sich das Heil der Menschheit zu Ziel gesetzt haben: Sie werden zu Fallen, in denen der Mensch sich selbst verliert. […] Ist es möglich, am politischen Leben teilzunehmen, sich in den Dienst einer Partei zu stellen und trotzdem ehrlich zu bleiben? Ist die Wahrheit nicht für mich eine Parteiwahrheit geworden und die Gerechtigkeit eine Parteigerechtigkeit? Steht nicht für mich das Interesse der Organisation als Höchstes über allen moralischen Werten, die wir als kleinbürgerliche Vorurteile verachten? Bin ich also einer dekadenten Kirche Entronnen, um einer machthungrigen Sekte zu verfallen?“

### Reise nach Rom
Don Paolo hält die Untätigkeit in dem Bergdorf nicht mehr aus und reist trotz seiner Verbundenheit mit Cristina ab. In Fossa übernachtet er wieder im Wirtshaus. Dort übergibt ihm die aus Rom zurückgekehrte, in ihn verliebte Bianchina Nachrichten von der Auslandstelle über die Krise der Kommunistischen Partei Russlands und den Aufstieg des Faschismus. Er hat sich von Sacca Hilfe bei der Suche nach einer neuen Unterkunft versprochen, doch der Arzt kämpft mit Kollegen um die Leitung des Krankenhauses und kann sich nicht mehr für ihn engagieren. So beschließt er, nach Rom zu reisen. Bestärkt wird er durch ein Gespräch mit dem Advokaten Zabaglione, der früher als Volkstribun galt und sich jetzt mit politischen Äußerungen zurückhält. Er erzählt Paolo, dass die Cafoni, die sich früher den sozialistischen Verbänden angeschlossen hatten, nie politisch denkende Menschen waren, sondern nur Arbeit, Essen und Ruhe haben wollten. Sie haben genau wie die Bürger, mit denen Paolo im Wirtshaus zusammentrifft, Sorge um ihre unzufriedenen und von revolutionären Ideen träumenden Kindern. Einige lernt er durch Bianchina kennen, u. a. Pompeo, den Sohn des Apothekers, der wie er von den sozialistischen Ideen überzeugt ist und Paolo hofft mit ihm eine revolutionäre Zelle in Fossa gründen zu können.
Am Vorabend des Abessinienkriegs Anfang Oktober 1935, sechs Monate nach seiner Rückkehr nach Italien, kommt der wieder in Pietro Spina Zurückverwandelte in Rom an. Er findet in der Nähe der via appia nuova in der Hütte Mannaggia Lamorras, eines ehemaligen Knecht seines Vaters, Unterschlupf und gibt ihm den Auftrag, mit einem gewissen Romeo einen Treffpunkt zu vereinbaren.
- Er trägt dem Verbindungsmann Romeo seinen Plan vor, einen erfahrenen Aktivisten nach Fossa schicken, um die jungen Mitarbeiter zu unterstützen.
- Sein nächster Gesprächspartner ist der Parteisekretär Battipaglia, der von ihm Unterordnung unter die Parteilinie fordert. Er lehnt dies als Konformismus ab und nimmt für sich in Anspruch, seinen kritischen Verstand zu benutzen.
- Pietro besucht anschließend einige Adressen, die ihm Romeo gegeben hat. Der Geiger Uliva hat den Kampf gegen die faschistische Diktatur aufgegeben. Pietro versucht ihn umzustimmen: „Das Schlimmste ist kapitulieren. Man kann die Herausforderung annehmen, sich widersetzen, kämpfen.“ Darauf fragt ihn Uliva: „Was seid ihr? Eine Bürokratie im Werden. Im Namen anderer Ideen, was einfach bedeutet mit anderen Worten und für andere Interessen, erstrebt auch ihr die totalitäre Macht. Wenn ihr siegt […] bedeutet das für uns Untertanen den Übergang von einer Tyrannei zur nächsten.“ Er bezeichnet ihre Studententräume als Illusionen. Alle Revolutionen hätten als Freiheitsbewegungen begonnen und als Tyrannei geendet. Ihre sozialistische Partei sei zur ideologischen Bürokratie, zu einem „Gewebe festgefrorener Ideen“ geworden. Ihr Sieg führe zu einer neuen Tyrannei wie das Beispiel anderer Länder zeige: „Den jetzigen Deportationen werden rote Deportationen folgen, deren Opfer vor allem die Revolutionäre sein werden, die von der vorgeschriebenen Linie abweichen“.[22] Noch am selben Tag stirbt er bei der Explosionen in seiner Wohnung. Mit dem Sprengstoff hatte er einen Anschlag auf die Regierung geplant. Pietros römische Genossen müssen jetzt untertauchen und können ihm nicht mehr helfen.
- Sacco versucht jetzt, den Aufenthaltsort des in Rocca geborenen Studenten Luigi Murica bei dessen Freundin, der Schneiderin Annina, herauszufinden. Sie erzählt ihm von ihrer seit einem Jahr beendeten Beziehung und vermutet, dass Luici zu seiner Familie geflohen ist. Später wird Murica den wieder in die Rolle des Don Paolo geschlüpften Spina in Pietrasecca besuchen, um ihm sein Leben zu erzählen und ihm sein Doppelleben und den Verrat an Annina zu beichten.

### Rückkehr in die Marsica
Pietro reist, wieder in der Priesterkleidung des Paolo, von Rom in die Marsica zurück. In Fossa feiert man den Beginn des äthiopischen Krieges und die jungen Männer melden sich in der nationalen Euphorie als Freiwillige. Auch Pompeo ist dabei. Er hofft, nach dem Krieg werde ein sozialer Staat entstehen, und bittet Don Paolo, ihren gemeinsamen Plan einer revolutionären Zelle in der Marsica nicht weiter zu verfolgen. Aus Protest schreibt Paolo auf seinem Weg durch das nächtliche Dorf mit einem Kohlestück auf die Kirchenstufen „Es lebe die Freiheit“ und „Nieder mit dem Krieg“. Dann geht er zurück zum Wirtshaus und erleidet in seinem Zimmer einen Blutsturz. Die Aufschrift erregt am nächsten Tag Aufsehen und man sucht nach dem Schreiber. Paolo erklärt Bianchina: „Eine Diktatur braucht Einstimmigkeit […] Wenn auch nur Einer NEIN sagt, ist der Bann gebrochen.“
Spada führt in den nächsten Tagen drei wichtige Gespräche: In Fossa mit dem Pfarrer Angelo Girasole. Dann reist er nach Rocca zu Don Benedetto und anschließend nach Pietrasecca, um sein zurückgelassenes Gepäck abzuholen.
- Mit dem Pfarrer von Fossa, Don Angelo Girasole, dem Bruder der Wirtin, diskutiert er über die Beziehung der Kirche zu einer diktatorischen Regierung: Girasole verteidigt das Konkordat des Vatikans mit der faschistischen Regierung: Man müsse Kompromisse schließen, um den gläubigen Menschen in ihren Alltagssorgen beistehen zu können. Er kritisiert die radikale Linie Don Benedettos, die auch Paolo vorsichtig vertritt, die Kirche müsse immer auf Seiten des Volkes stehen und die Verfolgten verteidigen.[25]

- In Rocca setzt er das theologische Gespräch mit einer anderen Schwerpunktsetzung fort: Die Enttäuschung über die Institution hat sich bei ihm ausgeweitet zu einer grundsätzlichen Frage nach dem Glauben an Gott. Er gesteht seinem alten Lehrer, er habe schon seit vielen Jahren seinen Glauben verloren. Benedetto antwortet ihm, auch er habe sich „in der Tiefe [s]einer Niedergeschlagenheit gefragt: Wo ist Gott? Warum hat er uns verlassen? […] Aber wenn ein einzelner wehrloser Mensch in einem feindlich gesinnten Ort sich eines Nachts aufmacht und mit einem Stück Kreide „Nieder mit dem Krieg“ auf die Mauern schreibt, so spürt man ohne Zweifel hinter diesem wehrlosen Menschen die Gegenwart Gottes, und in der Missachtung der Gefahr und der Liebe zu den sogenannten Feinden spiegelt sich ein göttliches Licht […] In der Heiligen Schrift ist oft vom Leben im Verborgenen die Rede. Hast du schon einmal über die Bedeutung der Flucht nach Ägypten nachgedacht? Und war Jesus nicht auch später als Erwachsener mehr als einmal genötigt sich zu verstecken, um seinen Verfolgern zu entgehen? […] Die einzige Rettung ist, alle Brücken abzubrechen.“[26]
- Luigi Murica besucht Paolo zweimal in Pietrasecca und erzählt ihm sein Leben, v. a. seinen Verrat an seiner Freundin Annina, die er in Rom bei Versammlungen junger Leute kennenlernte, die über die Tyrannei der Regierung und eine Revolution diskutierten: Er wurde von der Polizei verhaftet und ließ sich als Polizeispitzel anwerben, um seine Gruppe, zu der Annina gehörte, zu überwachen und Berichte über ihre Gespräche zu schreiben. Er verliebte sich in Annina, konnte sich jedoch, da er von der Polizei unter Druck gesetzt wurde, einerseits nicht mehr aus seinem Vertrag lösen und ihr andererseits auch nicht seine Tätigkeit gestehen. Dadurch entstand ein tragische Ereigniskette. Als er die Freundin besuchte, wurde sie von Polizisten überprüft. Luigi versteckte sich und sie musste sich zu sexuellen Diensten bereit erklären, um eine Wohnungsdurchsuchung zu verhindern, weil sie Angst hatte, er würde verhaftet werden. Darauf verließ er Rom und kehrte nach Rocca zurück. Nach dem Gespräch mit Paolo, der ihm seine Identität als Pietro Spina enthüllt, ist er zu revolutionären Aktivitäten in seiner Heimatregion bereit.[27]

Im zweiten Gespräch diskutieren die beiden über Paolos Abhandlung über die Schmerzen der Erkenntnis, ein Mensch zu sein, und über die Frage, welcher Sinn darin bestehe, sich einer Untergrundpartei anzuschließen, die keine Aussicht auf Erfolg hat. Die Kampfansage gegen das Gesetz habe „im Missverhältnis zu [s]einer Kraft“ gestanden. Annina werde nach Rocca kommen und sie würden heiraten.
Am nächsten Tag erfährt Paolo, dass Luigi bei Anninas Ankunft bereits verhaftet und in die Kaserne nach Fossa gebracht worden ist. Als man bei ihm einen Zettel mit einem Bekenntnis zu Wahrheit und Brüderlichkeit findet, verspottet man wie Christus vor der Kreuzigung. Man verprügelt ihn und er stirbt an den Folgen.

### Flucht
Nach Luigis erstem Besuch bei Paolo hat sich das Gerücht verbreitet, er nehme Beichten ab und erteile großzügig Absolutionen. Darauf kann er sich kaum mehr des Ansturms erwehren und er flüchtet ins Haus Colamartini, das nach dem Bankrott der Bank und dem Tod des Patriziers verarmt ist, zumal die Bauern ihre Pacht nicht bezahlen können. Cristina versucht mit Webarbeiten etwas Geld zu verdienen. Zwischen ihr und Paolo entwickelt sich ein freundschaftliches Verhältnis und er wagt es, ihr gegenüber Spinas christlichen Sozialismus zu verteidigen.
Als Paolo in Rocca Luigis Eltern besucht, bringt ihm Bianchina die Nachricht, dass die Polizei ihn sucht. Sie weiß es von Alberto Colamartini, der jetzt bei Miliz ist. Er reitet mit Muricas Pferd nach Pietrasecca, enthüllt Cristina seine Identität und übergibt ihr sein Tagebuch. Dann flüchtet er über den verschneiten Maultierpfad zum Pass, der nach Pescasseroli führt. Cristina eilt ihm im Schneesturm nach, um ihm warme Kleider zu bringen, findet aber keine Spuren von ihm und wird von Wölfen verfolgt.

## Fortsetzung
In seinem Roman Der Samen unterm Schnee (Il seme sotto la neve) setzt der Autor die offen gebliebene Handlung fort: Cristina wird von den Wölfen getötet. Spina gelingt die Flucht und versteckt sich bei einem Bauer. Dieser erpresst ihn, bis er kein Geld mehr hat und erkrankt, und bringt ihn dann zum Hof der Großmutter. Nach seiner Genesung wandert er als Prediger durch die Abruzzen, verkündet seine Botschaft tätiger Nächstenliebe, übernimmt die Schuld eines Freundes und stellt sich der Polizei.

## Entstehungs- und Publikationsgeschichte
Silone schrieb die erste Fassung des Romans Pane e vino während seines Exils in der Schweiz. Sie erschien 1936 in der deutschen Übersetzung von Adolf Saager im Oprecht Verlag in Zürich und in englischer Übersetzung von Eric Mosbacher und Gwenda David in London. 1937 wurde die italienische Ausgabe bei dem vom Autor mitbegründeten Verlag „Nuove edizioni di Capolago“ in Lugano veröffentlicht.
Nach seiner Rückkehr nach Italien überarbeitete Silone in den Jahren 1952 bis 1955 den Roman, um die innere Problematik der Figuren, ihre Zweifel und Gedanken, zu vertiefen, emotionale Passagen zu versachlichen und die Landschaftsbeschreibungen zu reduzieren, und veröffentlichte die Neufassung unter dem Titel vino e pane 1955 bei Arnoldo Mondadori Editore Mailand. Die deutsche Übersetzung der Neubearbeitung von Hanna Dehio erschien 1974 im Verlag Kiepenheuer & Witsch Köln.

## Historischer Hintergrund
Die Lebensdaten des Protagonisten und einzelne Ereignisse lassen sich historisch einordnen: Das große Erdbeben am 13. Januar 1915, die Entlassung Don Benedettos 1920 im Vorfeld der faschistischen Machtergreifung, das Konkordat des Vatikans mit dem Mussolini-Regime 1929. Die Haupthandlung spielt zur Zeit des äthiopisch-italienischen Krieges im Oktober 1935.

## Biographische Bezüge

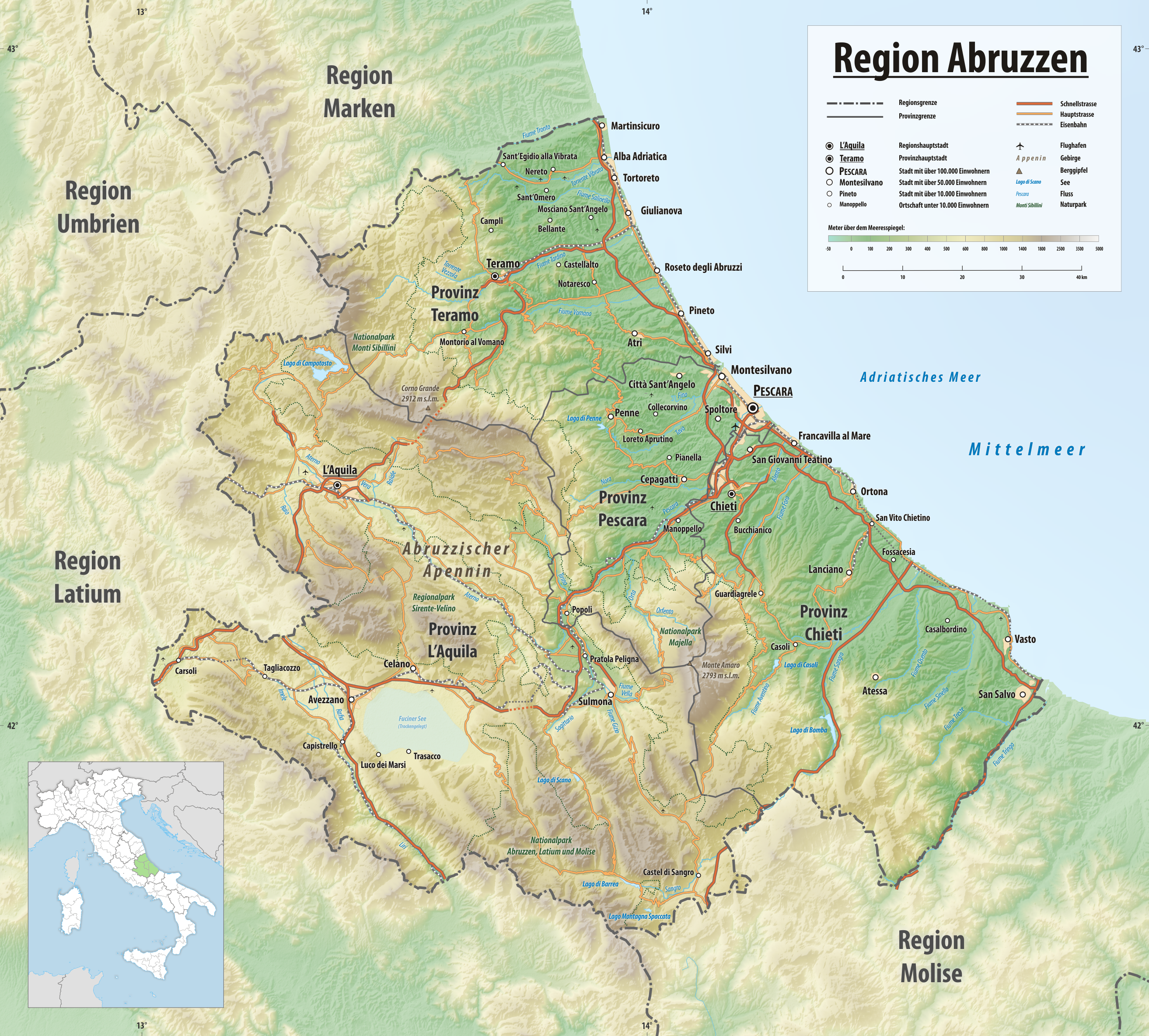
Abruzzen

- Die meisten Ortsnamen sind erfunden,[32] aber einige Angaben und die Beschreibung der Abruzzen-Landschaft[33] ermöglichen die geographische Zuordnung: Neben Rom sind dies das Fucino-Becken, Avezzano und Pescasseroli.
- Die Handlung spielt demnach in der Heimat des Autors, in der Provinz L’Aquila und beschreibt, wie in Fontamara und Il seme sotto la neve, das arme und mühsame Leben der Menschen, die Angst vor den faschistischen Milizen haben. Viele sehen ihre einzige Hoffnung auf Verbesserung der Lage nicht in einer sozialistischen Revolution, sondern eher in der Auswanderung nach Amerika.
- Die Hauptfigur Pietro Spina hat eine ähnliche Biographie wie der Autor: die meisten Familienangehörigen kamen beim Erdbeben 1915 ums Leben. Durch die Unterstützung des Priesters Don Benedetto (= Don Luigi Orione) wurde er in ein kirchliches Internat aufgenommen. In Rom schloss er sich einer sozialistischen Jugendorganisation an und musste ins Ausland fliehen.
- Im Unterschied zum Autor kehrte Spina bereits 1935 aus dem Exil zurück und versuchte als Priester Don Paolo Spada verkleidet in seiner Heimat eine Untergrundorganisation aufzubauen.
- Der Autor nutzt seine Figuren zu politischen und ideologischen Diskussionen, in denen der Protagonist und sein Lehrer Don Benedetto seine Sprachrohre sind. Spina kämpft mit vier Gegnern: der faschistischen Diktatur, den ängstlichen bzw. mehr oder weniger angepassten Menschen, der Vermeidungsstrategie der Amtskirche und der Doktrin seiner sozialistischen Organisation.

## Rezeption
Während Silone in Italien anfangs wenig Anerkennung fand und seine Romane der politischen Literatur mit moralischer Aussage zugeordnet wurden, die von geringem künstlerischen Wert sei, schätzte man den Autor im Ausland hoch ein:
- Der amerikanische Literaturwissenschaftler Irving Howe lobte Silone, jedes seiner Worte scheine eine besondere Qualität zu haben, einen Abdruck brüderlicher, ernüchterter Menschlichkeit. Es sei für viele ein Rätsel, dass ein Mann, der so einfach und ohne Anspruch schreibt, alles, was er veröffentlicht, unverkennbar als sein eigenes empfinden könne.[34]
- Bertrand Russell vergleicht den Autor mit den großen italienischen Persönlichkeiten aller Zeiten.[35]

In Italien änderte sich allmählich die Beurteilung. Der Journalist und Historiker Indro Montanelli erinnert sich an seine Leseeindrücke und an die Revision seines Silone-Bildes: „Als ich seine ersten Romane las, Fontamara, Brot und Wein, Der Samen unter dem Schnee, und während ich sie bewunderte, geriet ich in eine Illusion über den Autor. Ich hielt ihn für einen jener antifaschistischen Industriellen, die, ins Ausland geflüchtet, in der allgemeinen Abneigung gegen die Diktatur eine bequeme Abkürzung zum Erfolg der Denunziationsbücher gefunden hatten. Kurz gesagt, ich hielt ihn für einen Profiteur des umgekehrten Regimes […] Je mehr ich ihn durch seine Schriften kennenlernte, desto mehr musste ich sehen, dass er nicht nur nicht der Figur ähnelt, die ich mir vorgestellt hatte, sondern dass er seinen eklatanten Widerspruch darstellt. [...] Silone ist ein einzigartiges oder fast einzigartiges Phänomen unter den Entweihten des Kommunismus, die das Trauma in der Regel nie überwinden und den Rest ihres Lebens damit verbringen, sich an dem Anathema zu rächen. Er lehnt die düsteren und düsteren Haltungen des Moralisten ab, oder besser gesagt, er ist dazu nicht fähig. Er ist Dominikaner mit sich selbst, Franziskaner mit anderen und zögert daher, sie in seine eigene Selbstkritik einzubeziehen […]. Hier gibt es nur einen Angeklagten: Silone. Und es gibt nur einen Richter: sein Gewissen.“
In der gegenwärtigen Rezeption gilt Wein und Brot, neben Fontamara, in seiner Mischung aus historischem „Abenteuerroman“ und „politischem Thriller“ als der berühmteste Roman des Autors. und wird der „engagierten Literatur“ zugerechnet. Neben der Würdigung des Inhalts und der Botschaft des Autors gibt es jedoch Kritik an der literarischen Gestaltung: „Silones Forderung nach Menschlichkeit und Achtung vor der Würde des Individuums verführte freilich dazu, dass über den aufrüttelnden Thesen die offensichtlichen Schwächen des Romans unbeachtet blieben.“ Der Autor verliere sich teilweise in „unnötig langen, sein politisches Credo untermauernden Dialogen.“

## Adaptionen

### Dramatisierung
- Silones auf seinem Roman basierendes Theaterstück Ed egli si nascose erschien 1944 in Zürich-Lugano unter dem Titel Und er wurde versteckt auf Deutsch.[40]

### Theater
- Die Uraufführung fand im Mai 1945 am Schauspielhaus Zürich statt. Den Protagonisten Pietro Spina spielte der in die Schweiz geflohene deutsche Schauspieler Wolfgang Langhoff. In der ersten italienischen Inszenierung am 31. Oktober 1965 am Teatro Stabile dell'Aquila wurde diese Rolle mit Achille Millo besetzt.

### Film
- Vino e pane, TV-Miniserie in 4 Episoden, ausgestrahlt von RAI vom 11. März bis 1. April 1973. Drehbuch: Giovanni Guaita, Giuseppe Lazzari und Piero Schivazappa. Regie: Piero Schivazappa. Besetzung: Pier Paolo Capponi (Pietro Spina), Paolo de Mario (Cristina), Corrado Gaipa (Don Benedetto), Nino Castelnuovo (Luigi Murica), Lina Polito (Bianchina) u. a.[41]
- Acht Tage in den Bergen, Fernsehfilm aus der ZDF-Reihe Priester, 15. März 1987. Regie: Eberhard Itzenplitz. Besetzung: Winfried Glatzeder (Pietro Spina), Robert Freitag (Don Benedetto)

### Hörspiel
- Brot und Wein, Hörspielbearbeitung nach der ersten Fassung von Willy Grüb, 1956 produziert vom SDR. Die Erstsendung fand am 23. Januar 1957 statt. Die Abspieldauer beträgt 72'35 Minuten.

Unter der Regie von Fritz Schröder-Jahn sprachen u. a.: Jürgen Goslar (Pietro Spina), Karl Lange (Daniele Murica), Benno Sterzenbach (Luigi Murica, sein Sohn), Irmgard Först (Annina, seine Verlobte), Wilhelm Kürten (Doktor Nunzio Sacca), Hans Mahnke (Bruder Gioacchino) und Hans Helmut Dickow (Romeo).

### Lesung
- Wein und Brot. Auszüge aus Silones Roman. Sprecher: Reinhold Joppich. Musik: Antonella Sellerio. CD, Der Hörverlag 2000.

### Musik
- Der deutsche Komponist Hanns Eisler schrieb 1937 nach Motiven aus Silones Brot und Wein sieben Kantaten: Die den Mund aufhatten, Die römische Kantate, opus 60, Die Weißbrot-Kantate, Kantate auf den Tod eines Genossen, opus 64, Kriegskantate, Kantate im Exil (Man lebt von einem Tage zu dem andern), opus 62, Kantate im Exil Nr. 2 (Nein).[43]

## Sekundärliteratur
- Dagmar Ploetz: Ignazio Silone. Rebell und Romancier. Kiepenheuer & Witsch 2016.